# ステファニー・ケルトン
ステファニー・ケルトン（英語: Stephanie Kelton、1969年10月10日 - ）は、アメリカ合衆国の経済学者、ニューヨーク州立大学ストーニーブルック校の教授。現代貨幣理論の主唱者。

## 人物・略歴

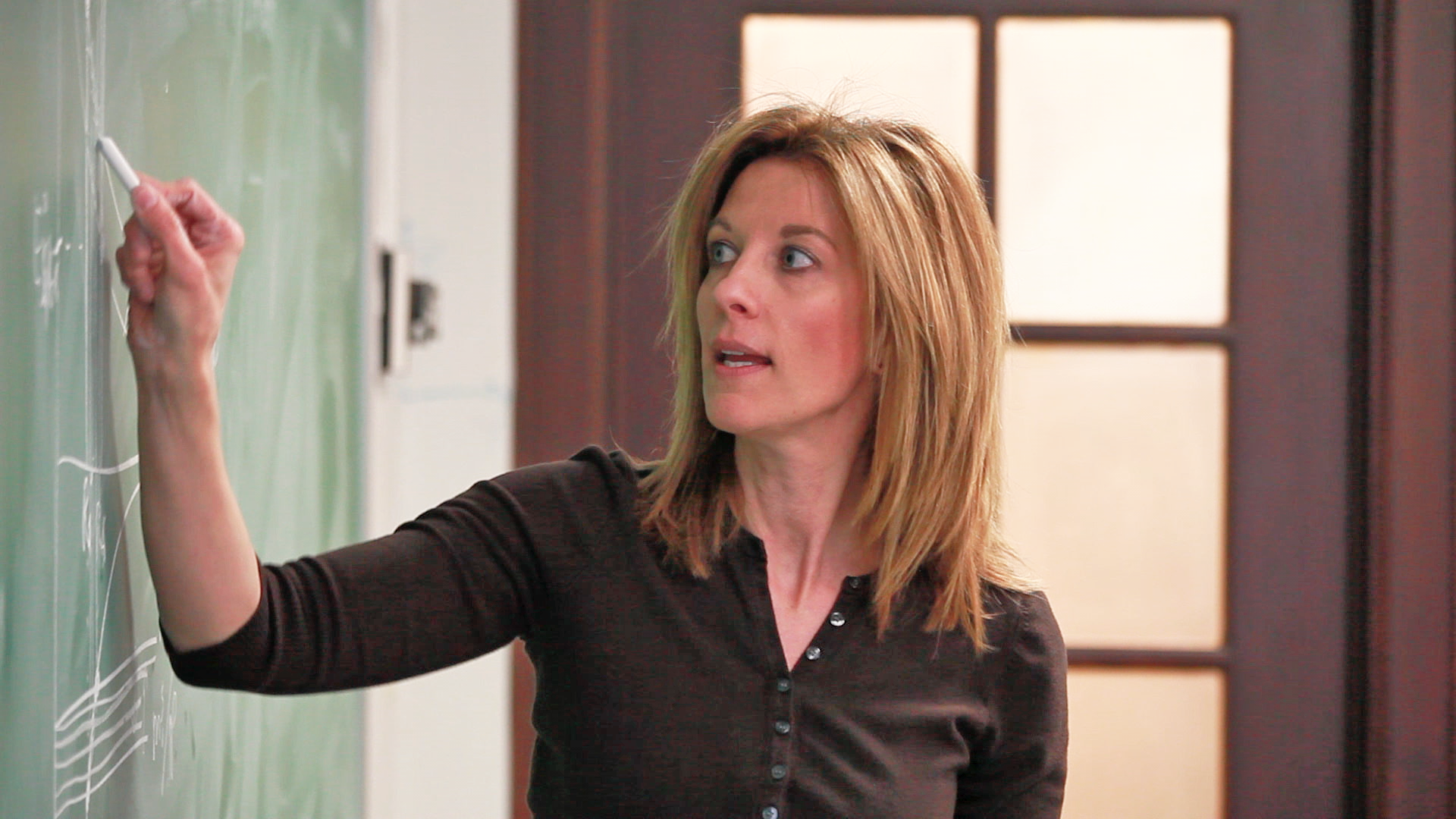
講義の様子

ケルトンは、カリフォルニア州立大学サクラメント校で経済学を専攻し、1995年に学士と修士の学位を取得した。その後、ロータリー財団の奨学金を獲得し、ケンブリッジ大学で経済学を専攻して1997年に修士号を取得し、更に、2001年にニュースクール大学で経済学の博士号 (Ph.D. in Economics) を取得した。
2016年のアメリカ合衆国大統領選挙の予備選挙でヒラリー・クリントンに敗れたバーニー・サンダース上院議員が予備選挙後に設立したシンクタンクであるサンダース研究所の顧問を務めている。
2017年からニューヨーク州立大学ストーニーブルック校の教授を務めている。
2019年7月16日、来日し京都大学レジリエンス実践ユニットが主催するMMT国際シンポジウムで講演をした。

## 現代貨幣理論
ケルトンは、完全雇用やインフレーションを実現するために政府予算や財政赤字を積極的に利用すべきであるという「現代貨幣理論」 (Modern Monetary Theory) の強力な提唱者である。
日本経済について、「失われた20年と呼ばれる状態に陥ったのは、インフレーションを恐れていたことが原因である」と指摘し、「デフレ脱却には財政支出の拡大が必要である」と主張している。

## 論文
- Bell (Kelton), Stephanie, "Can Taxes and Bonds Finance Government Spending?", Levy Economics Institute, July 1998
- Bell (Kelton), Stephanie, "The role of the state and the hierarchy of money", Cambridge Journal of Economics, Vol. 25, 2001, pp. 149–163

## 関連文献
- 豊田 太「ビジネス特集 お金がないなら刷ればいい!?」『NHK』2019年4月26日、2019年7月27日閲覧。
- 山田奈々「消費増税は逆効果?「MMT」提唱者に聞いてみた」『NHK』2019年7月25日、2019年7月27日閲覧。